# 増淵佐平
増淵 佐平（ますぶち さへい、1886年1月 - 1945年10月21日）は、日本の事業家、学者、軍属、スパイ。
南進論者。戦間期に東南アジア諸国へ渡り、事業活動、郷土研究を展開し複数の論文を発表。
太平洋戦争においてF機関の工作員として従事、
インド独立に影響を与えた藤原岩市のもと、北スマトラにおけるアチェ工作を展開。スマトラ島占領後は州政庁産業部長として現地軍政に関与した。

## 経歴
1886年1月、幾三郎の長男として出生。栃木県河内郡富屋村大字徳次郎出身。日蓮宗信仰。下野中学卒業後、測量技師、農業技手を勤める。県費生として東京農業大学を学ぶ。1915年、下野起業会社の土木部長をしていた頃、安川という者が馬来ゴムの社長になることが決まり、会計主任になるよう誘いを受け一家でマレーへ渡る。以後ゴムや煙草の栽培を担う。
シンガポールにてシンガポール日本人会図書館長、日本商品陳列館長を歴任する。館長辞任後、貿易業を経営、日本特殊燃料取締就任。1938年、増渕は内地に戻ると新聞や雑誌、後援会などで南洋事情を発表、「南方の宝庫 : 蘭印スマトラ」「実用馬來語辞典」を出版する。「南方圏の体臭」では増渕が各部族の自立性を批評し、中でもアチェ人は日本人に友好的であること、オランダ人に敵愾心があること、かつて独立国でオランダに30年間抵抗したことから武勇の民であると評し、後の行動を予兆させる記述が確認できる。陸軍参謀本部から注目され、声をかけられた直後に海軍軍令部からも招かれる。陸軍が先だったことから、1941年9月20日、参謀本部で藤原と会合し、F機関（藤原機関）の工作員となる。10月、芳沢謙吉仏印大使と同じ飛行機に搭乗し、日本を発つ。これが家族と最後の別れとなる。藤原の部下、土持則正大尉と共に大南公司の社員としてタイ国に潜伏。

## 太平洋戦争
開戦翌日、増渕は土持と共に空路バンコクへ到着した藤原と合流、マレー作戦に同行する。同年大晦日、増渕は藤原にアチェ族のムスリム教師、モハメッド・サレーを紹介する。続いてペナンで活動していた中宮悟郎中尉と岩田重遠（通称田代）が、サイド・アブ・バカルとトンク・ハスビら二名の独立運動家を連れてきた。アブ・バカルもまた、ケダ州ヤン町に住むムスリム教師であった。アブ・バカルはピナンに上陸した日本軍に接触を試みたが上手くいかず、インド人ムスリムからF機関のうわさを聞いて協力を申し出た。
増渕は藤原に北スマトラと北マレーは血族的にも宗教的にも経済的にも綿密な関係があると伝えた。
藤原はアチェ青年をＦ機関員に任命すると、中北部マレーにはスマトラ人同志を糾合できるかたずねた。アブ・バカルはペラク河、ピナン一帯は相当気骨があるスマトラ青年がいると答えた。藤原はアチェ人にとどまらず、更にメナンカボ人やバタック人、ナタル人といった現地人を糾合させることを希望し、承諾を得た。青年20名に半ヶ月政治教育やゲリラ活動の心得を伝授させた。この頃F機関では、モハンシン大尉によるインド国民軍結成や、マレー青年同盟のオナムの同志糾合を進めており、アチェ青年も刺激を受けたという。藤原はインド工作で多忙であったため、アチェ工作は中宮、増渕を中心に展開されることとなった。

## アチェ工作
日本軍は交通・通信・油田・精油施設を接収するため、オランダ側の破壊阻止を計画。その任務をスマトラ青年らが担うこととなり、藤原、中宮、アブ・バカル、増渕4人で周到な計画を立てた。
- 藤原機関の秘密工作員としてスマトラへ帰り住民組織にあたる
- 橋、道路、鉄道、工場、倉庫、石油タンク、飛行場、港湾などをオランダ軍の破壊から護る
- 「日本軍来る」「潜水艦現る」などの風聞をまきちらして、オランダ軍の士気をくじく
- 日本軍が上陸したときは飲料水を用意する
- 日本軍の道案内にあたり、敵の潜伏場所や兵器、敵産の隠し場所を教える

1942年1月、まだ英軍統治下にあったクアラ・センゴル（セランゴール）に潜入した中宮、岩田、スマトラ工作員らは反日華僑の追跡を振り切りると、16、17日頃にマレー西海岸のからアブ・バカル率いる一陣を二隻のジャンク船に乗せて出発させた。続いてハスビ率いる第二陣が25日に小発動艇で、藤原、増渕に見送られながらルムト港を出港、メダン東方海岸に上陸した。アブ・バカルら一陣は3日がかりでスマトラ東海岸スンゲイスンビランに上陸。積み込んでいた武器を海中に放棄し、戦火に追われマレーから故郷へ逃げてきた避難民を装った。一行はバクンアビラに到着するが、住民に通報され、オランダ当局に連行。
メダン市の警察に連行され10日間程厳しい取り調べをうけた。アブ・バカルは黙秘を貫き、間隙を見てプサ団の親友に連絡、証拠不十分で釈放となるアブバカルは故郷アチェへ戻り、反乱の準備を整えた。この時アブ・バカルは、藤原がF機関の「F」に込めた「Free」「Friend」「Fujiwara」を認知しておらず、富士山（Fuji）の「F」と曲解し、「インドネシア富士山同盟」を名乗った。2月23日、アチェ人青年らは反オランダ工作を開始し、スリモム町で反乱を起こした。この時トンク・ウハブ青年がオランダ民政局に窓から侵入し、オランダ人監督官邸に短刀で致命傷を与え、護衛兵から逃れている。更に別動隊が電話線を切断して郵便局を襲撃、軍資金五千ギルダーを奪取。翌日、クルミ橋（中宮はクミール橋と表記）上に反乱分子が障害木材を積み上げ、撤去に来たオランダ人と交戦状態となり、現地F機関隊員3名が戦死、オランダ側も投げつけられた短刀で鉄道局長が殺害されたという。戦闘後、戦死した3人の石碑が建立された。撤退を決めたオランダ側は、日本軍の接収を避けるため重要施設を爆破しようとしたが、警備していた歩哨が殺害され、ダイナマイトや武器が抜き取られる事態も発生した。オランダ側は対抗策として日の丸を掲げた自動車を擬装し、夜間近寄って来た現地F機関員を機関銃で銃撃。アチェ側に死者15名、負傷者21名の損害を与えている。3月7日、800名のアチェ族が一斉蜂起しオランダ軍の兵営を襲撃。ロンガ飛行場では警備のインドネシア兵がＦ機関に寝返った。オランダ軍は山へ敗走したが、現地人に掃討されていった。これらの工作が功を奏し、日本軍（第16軍）はスマトラ島に無血上陸を果たした。増渕と中宮も現地上陸し、オランダ領東インド軍（蘭印軍、約4万人）は、3月10日に日本軍に全面降伏した。

## スマトラ島における軍政

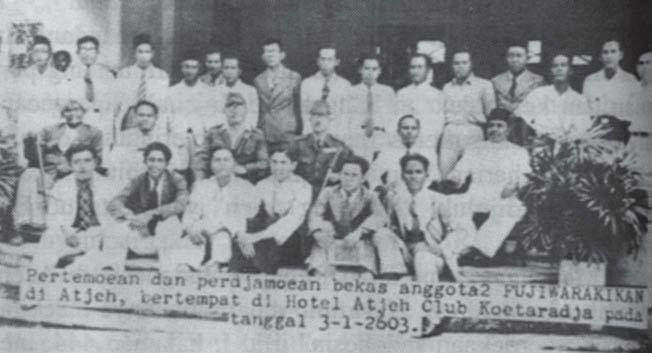
1943年1月3日、スマトラ島アチェ州のF機関員たち。中央左の軍服姿が増渕。

アチェ州に軍政が布かれた1943年8月上旬、増渕はアチェ州産業交通部長として飯野長官を補佐。米の集荷等を担い、機会あれば州内を巡り、現地人との信頼構築に努めた。更に増渕は蘇麗銀という現地妻を作った。蘇は包装工場の女性監督として日本人、アチェ人、ジャワ人と共に働いた。1945年7月3日、州産業交通部長を辞任した増渕はＭ機関こと増渕機関を設立。連合国の上陸に備えて組織化を進めた。しかしこの頃までに増渕は内地から赴任した官僚に地位を追われ、アチェ人からも冷ややかに見られるようになっていった。

## 最期
終戦後、コタラジャ（バンダ・アチェ）に残留し、日本人と現地人の折衝、事態収拾に奔走する。10月18日、上陸してきた英印軍よりメダン出頭を命じられる。11月20日夜10時過ぎ、増渕は酒を飲むと宿舎の自室で拳銃自決を図った。一発は前額を貫通、二発目は胸から心臓を逸れ、三発目は右側腹部に、四発目は肝臓に命中した。それでも即死に至らず、駆け付けた小山田義雄医師に増渕は「小山田君！死なせて呉れ！手当は要らん！小山田君！死なせて呉れ！」と声を上げていたという。飯野庄三郎少将が慌ただしい様子で駆け上がると、「オイ！増渕！貴様卑怯だぞ！わしに責任を負わすつもりか！オイ！小山田！絶対に死なせてはならん、助けよ！」と怒鳴り、部屋を去って行った。長官の怒声が耳に入ったかどうか、増渕も意識もあやふやになり、間もなく絶命した。コタラジャ出発予定日の10月21日午前4時であった。駆け付けたアブ・バカルは増渕の遺骸に取りすがり、子供のように泣き叫んだという。東徹によれば増渕の遺体は現地に葬られたとみられる。飯野は戦犯として1954年3月まで巣鴨に拘禁された。

## 家族・親族
妻・きよの（1886年 - 没年不明）
飯野政治の次女として生誕。宇都宮高等女学校卒業。
長男・正男（1910年 - 没年不明）
歯科医師。日本大学歯科卒業。
長女・武子（1914年 - 没年不明）
次女・富榮（1915年 - 没年不明）
三女・八千代（1916年 - 没年不明）
次男・陽二（1920年 - 没年不明）
無線技士。1952年にF機関慰霊祭で藤原と面会、藤原の晩年まで親交を続ける。病床の藤原は「増渕さんたちが待ってるかも知れんよ」と話したという。
三男・祐三（1924年 - 1943年2月9日）
陸士55期。南支にて戦没。
孫・聖司（1944年 - ）
東京都出身。陽二の息子として生誕。武蔵野美術大学卒。祖父佐平の情熱を引き継ぎ、ボディビルダーとして活躍。東京ボディビル連盟事務局長となった。